# Cerro de Las Conchas
El cerro de Las Conchas es una formación rocosa tipo cerro y sitio arqueológico ubicado en el municipio de Arivechi en el estado mexicano de Sonora, cercano de las serranías de la Sierra Madre Occidental. Se encuentra a 240 km al este de la ciudad de Hermosillo y 100 m al norte del arroyo El Salto.

## Geología
En su base se encuentra una pendiente con lutita calcáreas y caliza arcillosa de color amarillo con restos de moluscos, principalmente gasterópodos y pelecípodos con rodados de piedra rudista. Hacia la cima se presenta un escarpe de 9 metros de espesor de calizas de color gris con abundantes corales coloniales y rudistas. En el mismo afloramiento se observa una secuencia de 2.50 m de calizas masivas con rudistas, alternando con capas de 50 cm de caliza arcillosa de color amarillo con moluscos y corales coloniales, en contacto con areniscas calcáreas con ostreas. En la parte superior ocurren calizas masivas limpias de color gris oscuro con un espesor de más de 25 m, con orbitolina
texana Roemer. Las rudistas aquí identificadas son tipo caprotina. En la sección delgada las calizas se presentan como micritas con parches de recristalización, con abundancia en foraminíferos bentónicos biseriales y miliolidos, orbitolina texana y escasos fragmentos de equinodermos y conchas.

## Exploraciones y estudios
Los primeros estudios de éste cerro se hicieron originalmente en el año de 1886 por el arqueólogo Remond, quién colectó una fauna de moluscos cretácicos. Estos fueron estudiados por el arqueólogo Gabb en 1899, quién los asignó al Cretácico Inferior. Finalmente, los investigadores Palafox y Martínez en 1985 en un estudio estratigráfico y paleontológico en la cima de la formación rocosa, describieron las piedras calizas arrecifales de 30 m de espesor de esta región dentro del Grupo Arivechi del Cretácico Inferior, citando por primera vez la presencia de Caprinuloidea.

## Como Área Natural Protegida
El 6 de marzo de 2010, la Comisión de Ecología y Desarrollo Sustentable del Estado de Sonora (CEDES) Dulce Álvarez decretó la zona del cerro de las Conchas como Área Natural Protegida, bajo la categoría de Zona Sujeta a Conservación Ecológica, esto debido a los hallazgos de fósiles de vida marina.
En 2016, investigadores de la Universidad de Sonora en conjunto con otros expertos de México, Argentina y Francia, encontraron aquí fósiles de más de 500 millones de años de antigüedad, organismos que vivieron en los mares de Sonora en el periodo cámbrico según las explicaciones de los investigadores.